# Nadia Peruch
Nadia Liliane Marie Peruch, coniugata Niang (Tolosa, 16 gennaio 1978), è un'ex cestista francese naturalizzata guineana.

## Carriera
Con la Guinea ha disputato due edizioni dei Campionati africani (2015, 2017).